# Tượng khắc đá Đại Túc
Tượng khắc đá Đại Túc  (tiếng Trung: 大足石刻; bính âm: Dàzú Shíkè) là một loạt các tác phẩm điêu khắc tôn giáo nằm ở huyện Đại Túc thành phố Trùng Khánh, Trung Quốc, cách trung tâm thành phố 163 km. Tượng bắt đầu được khắc vào cuối nhà Đường, trải qua 5 triều đại, cực thịnh nhất vào đời Lưỡng Tống (nhà Bắc Tống và nhà Nam Tống). Đây là kho tàng nghệ thuật hang đá của Trung Quốc với hơn 5 vạn pho tượng được chạm khắc bằng đá, phân bố ở hơn 40 địa điểm thuộc huyện Đại Túc, trong đó chủ yếu là các pho tượng của đạo Phật, sau đó là Đạo giáo và Nho giáo, và tượng một số ít nhân vật lịch sử.
Tượng khắc Đại Túc chủ yếu tập trung trên núi Bảo Đỉnh và vách núi Bắc Sơn, quy mô lớn và nghệ thuật điêu khắc tinh xảo, hình thức cũng vô cùng phong phú. Đây là quần thể tượng khắc có sự kết hợp của lực học, quang học, nội dung tạo hình và thế núi, thể hiện rất rõ nghệ thuật tạc tượng Phật người Trung Quốc. Với đặc trưng "Người hóa thần, thần hóa người", năm 1999, tượng khắc đá Đại Túc được UNESCO công nhận là Di sản văn hóa Thế giới.

## Tượng khắc trên núi Bảo Đỉnh

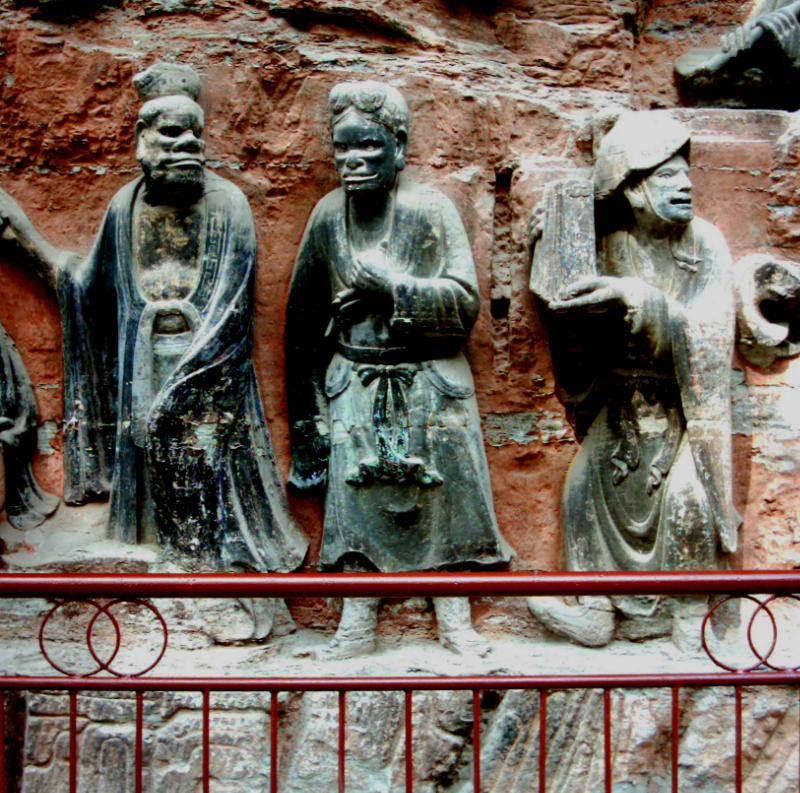
Tượng đá trên núi Bảo Đỉnh.

Tượng đá chạm khắc trên núi Bảo Đỉnh nằm cách huyện Đại Túc 15 km về phía Đông Bắc, được bắt đầu khắc vào năm thứ 6 Thuần Hy (Tống Hiếu Tông đời Nam Tống (1179). Đây là một trong những vùng đất linh thiêng của Phật giáo, dân gian có câu: "Thượng triều Nga Mi, hạ triều Bảo Đỉnh". Tượng khắc đá ở đây với trung tâm là vịnh Đại Phật, ngoài ra có:
- Phía Đông có vịnh Tiểu Phật, tháp nghiêng, núi Long Đầu, núi Thù Thủy, dốc Hoàng Giác
- Phía Nam có Cao Quan âm
- Phía Tây có núi Quảng Đại, dốc Tùng Lâm, vách Phật tổ
- Phía Bắc có Long Đàm, Phật đối mặt.

Tất cả gồm 13 cảnh quan trong đó Vịnh Đại Phật là thắng cảnh lớn nhất, có giá trị nghệ thuật cao nhất và được bảo tồn hoàn chỉnh nhất trong quần thể tượng khắc này.
Vịnh Đại Phật là một vách núi cong hình vó ngựa, dài khoảng 500m, rộng 15-30m với hơn 1 vạn pho tượng lớn nhỏ và tấm bia ghi lại lịch sử tạc tượng trên núi Bảo Đỉnh và lịch sử hình thành Phật giáo. Các pho tượng ở đây đều được chạm khắc trên vách núi với diện tích chạm khắc 3600m². Nghệ thuật chạm khắc ở đây rất tinh xảo, đề tài phản ánh trong các bức phù điêu rất phong phú, bố cục chặt chẽ, địa thế hoành tráng, cấu tứ nghệ thuật độc đáo mang đậm bản sắc Phật giáo.